# Henning-Mörder-Straße 1 / 1 a

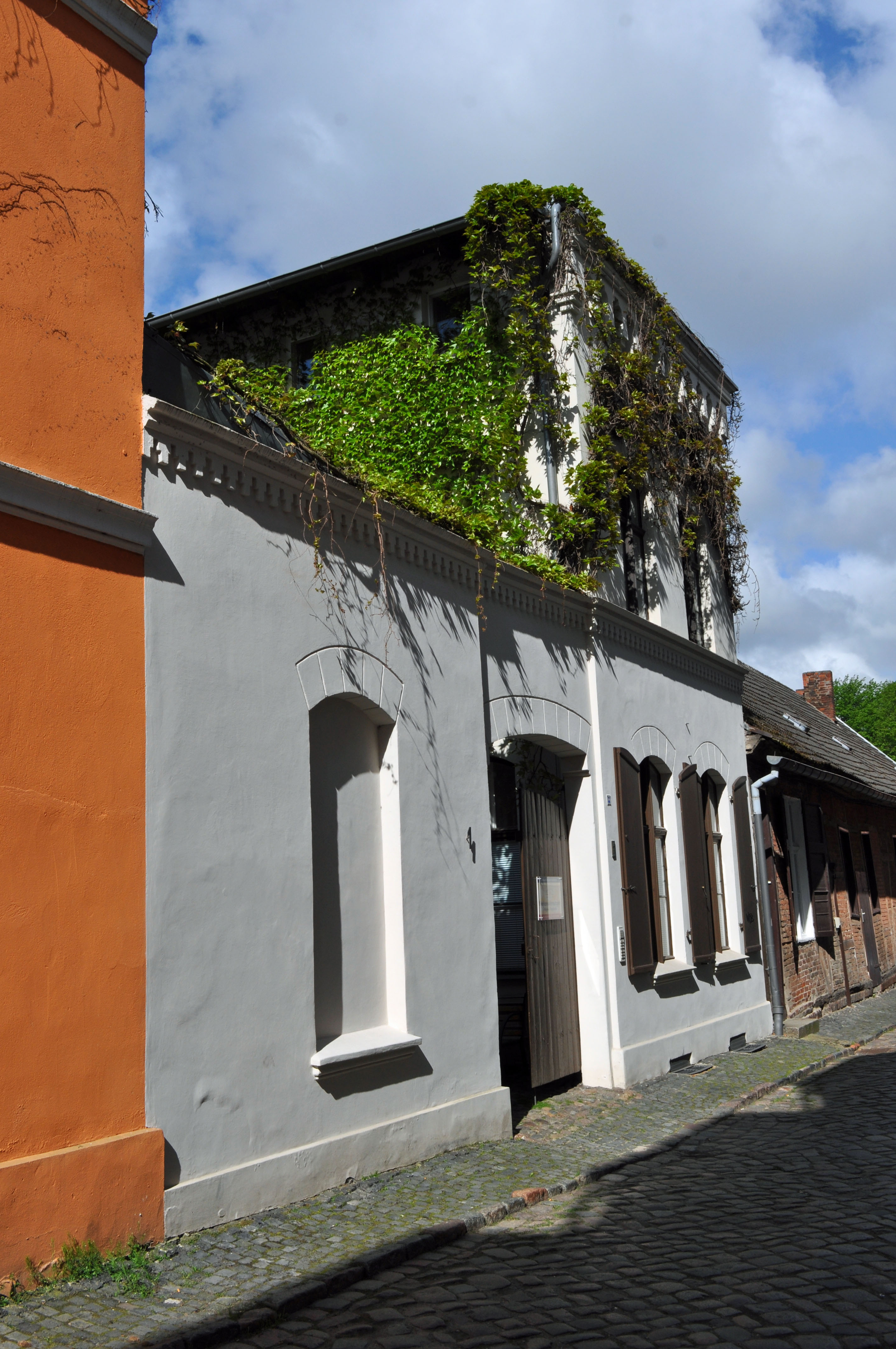
Das Haus Henning-Mörder-Straße 1 / 1 a in Stralsund (2012)

Das Gebäude mit der postalischen Adresse Henning-Mörder-Straße 1 / 1 a ist ein denkmalgeschütztes Bauwerk in der Henning-Mörder-Straße in Stralsund.
Das zweigeschossige, von der Straße zurückgesetzte Haus wurde im Jahr 1787 vom Töpfer Johann Joachim Bahlke in Fachwerkbauweise gebaut. Ein schmaler Anbau wurde zur Straßenflucht hin errichtet. Im Jahr 1866 wurde zudem ein zweieinhalbgeschossiger, verputzter Anbau hinzugefügt, der zu Wohnzwecken diente. Zusätzlich wurde eine Begrenzungsmauer mit Toröffnung errichtet.
Das Haus liegt im Kerngebiet des von der UNESCO als Weltkulturerbe anerkannten Stadtgebietes des Kulturgutes „Historische Altstädte Stralsund und Wismar“. In die Liste der Baudenkmale in Stralsund ist es mit der Nummer 351 eingetragen.